# Brachyorrhos wallacei
Brachyorrhos wallacei (хальмахерійська короткоголова змія) — вид змій родини гомалопсових (Homalopsidae). Ендемік Індонезії.

## Поширення і екологія
Хальмахерійські короткоголові змії є ендеміками острова Хальмахера в архіпелазі Молуккських островів. Вони живуть у вологих тропічних лісах.